# Thesium vandasii
Thesium vandasii är en sandelträdsväxtart som beskrevs av Josef Joseph Rohlena. Thesium vandasii ingår i släktet spindelörter, och familjen sandelträdsväxter. Inga underarter finns listade i Catalogue of Life.